# 梁州 (九州)
梁州，是漢族傳統中的漢地九州之一。曹魏时，成为实质行政区。时，梁州的核心位於今四川盆地，並領有秦嶺以南的陝西省地區及雲南、貴州兩省部份地區。

## 地域範圍
| 《禹贡》梁州 | 漢代區劃 | 晋代區劃         | 明代區劃           | 今行政區劃 |
| ------------ | -------- | ---------------- | ------------------ | ---------- |
| 梁州         | 益州     | 梁州、益州、寧州 | 四川省；施州衛部分 | 四川省     |

## 歷史
梁州傳說由大禹所劃分，在周代時梁州被併入雍州，域內有三大諸侯國，分別是後照巴國、高陽氏蜀國及褒國，後皆為秦國所滅，新莽時梁州為漢族公孫述割據之地，三國時漢族劉備亦以梁州為根基建立蜀漢，入晋，氐族李特及漢族譙縱曾經在梁州建立政權。民國時梁州有劉湘、劉文輝、鄧錫侯、田頌堯等軍閥混戰，後為蔣中正整合，梁州成為中國抗戰的大後方。

## 備註
1. ↑  只有該衛部份地區
2. ↑  唯甘孜藏族自治州及阿壩藏族羌族自治州不包括在梁州域內
3. ↑   註: